# 名古屋市立宮根小学校
名古屋市立宮根小学校（なごやしりつ みやねしょうがっこう）は、愛知県名古屋市千種区宮根台二丁目に位置する公立小学校。

## 歴史

### 沿革
- 1969年（昭和44年）4月1日 - 名古屋市立香流小学校より分離独立[注釈 1]。

### 児童数の変遷
『愛知県小中学校誌』（2018年）によると、児童数の変遷は以下の通りである。
| 1969年（昭和44年） | 421人   |  |
| 1977年（昭和52年） | 921人   |  |
| 1987年（昭和62年） | 1,171人 |  |
| 1997年（平成9年）  | 638人   |  |
| 2007年（平成19年） | 450人   |  |
| 2017年（平成29年） | 387人   |  |

## 所在地
- 愛知県名古屋市千種区宮根台二丁目10番19号

## 通学区域
- 全域が名古屋市千種区に含まれる。
  - 京命一丁目・同二丁目[WEB 1]
  - 千代が丘[WEB 1]
  - 光が丘一丁目・同二丁目[WEB 1]
  - 宮根台一丁目・同二丁目[WEB 1]

## 進学先
- 名古屋市立千種中学校[WEB 2]